# Principal Galaxies Catalogue

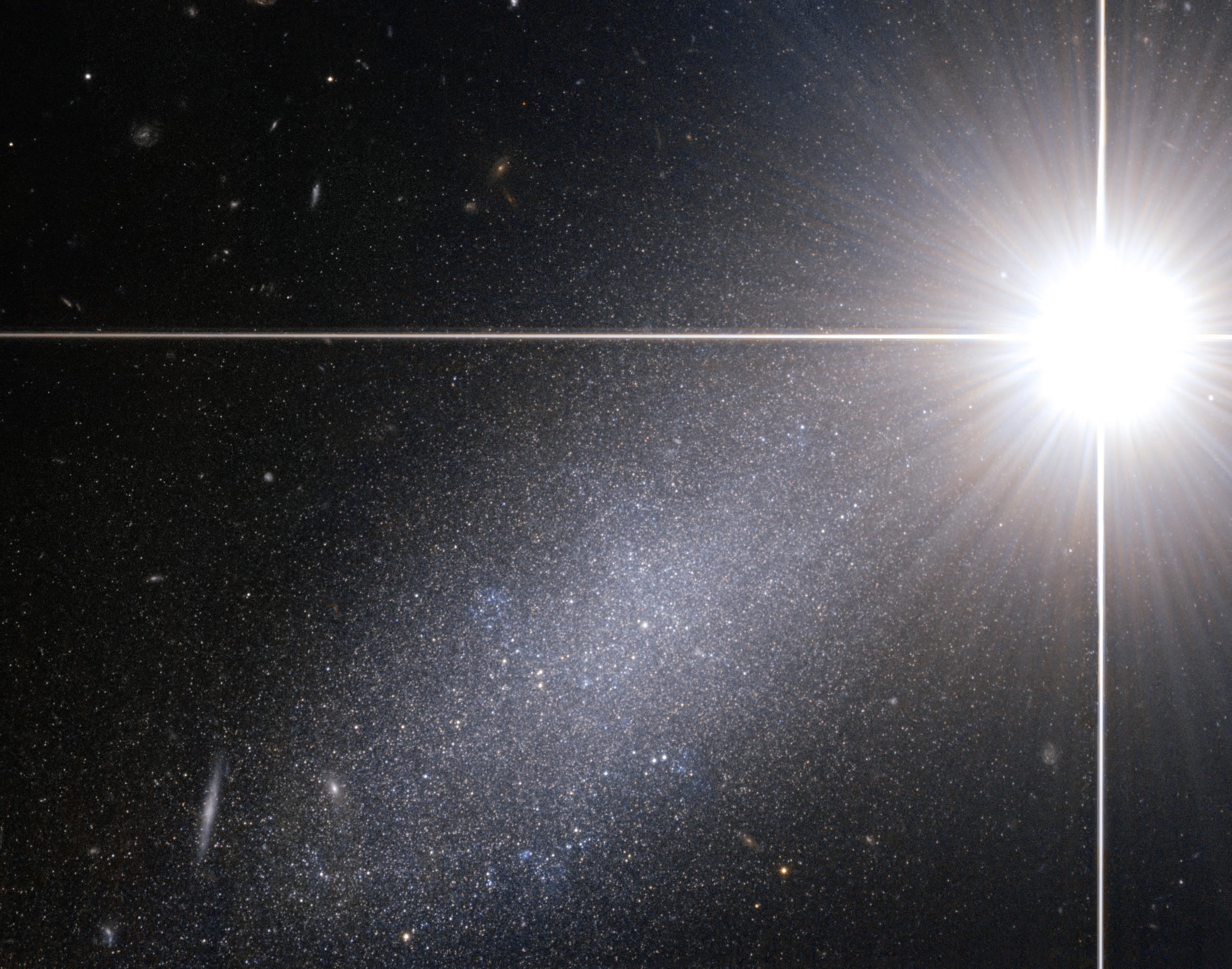
Trpasličí galaxie PGC 39058

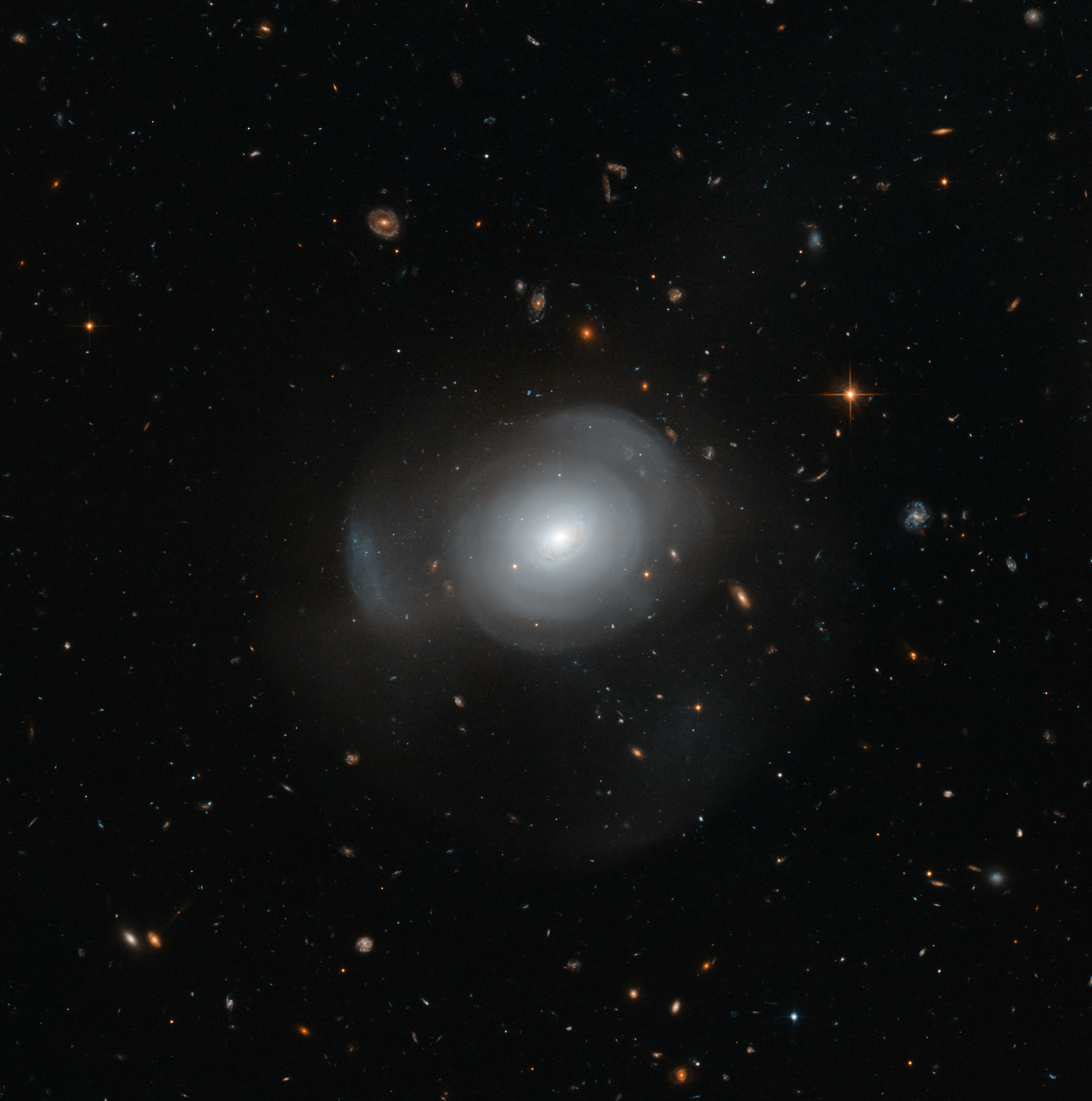
Eliptické galaxie PGC 6240 vyfocená Hubbleovým teleskopem.

Principal Galaxies Catalogue (PGC, česky Katalog hlavních galaxií) je astronomický katalog publikovaný v roce 1989, který obsahuje B1950 a J2000 rovníkové souřadnice 73 197 galaxií. Je založen na Lyon-Meudon Extragalaktické databázi (LEDA) z roku 1983. 40 932 souřadnic (56 %) má standardní odchylky menší než 10''. Uvádí celkem 131 601 jmen z 38 nejběžnějších zdrojů. Dostupné údaje pro každý objekt jsou:
- 49 102 morfologických klasifikací,
- 52 954 hlavních a vedlejších os,
- 67 116 hvězdných velikostí,
- 20 046 radiálních rychlostí a
- 24 361 pozičních úhlů.

Extragalaktická databáze Lyon-Meudon byla nakonec rozšířena na HyperLEDA, databázi několika milionů galaxií. Galaxie v původním katalogu PGC jsou očíslovány jejich původním číslem PGC v katalogu HyperLEDA. Pro jiné galaxie byla také přidělena čísla, ačkoli pro ty galaxie, které nejsou v původním katalogu PGC, se nedoporučuje používat toto číslo jako jméno.

## Příklady

### PGC 39058
PGC 39058 je trpasličí galaxie, která se nachází ve vzdálenosti přibližně 14 milionů světelných let v souhvězdí Draka. Je relativně blízko, je však zakrytá jasnou hvězdou, která je před galaxií.

### PGC 6240
PGC 6240 je velká čočková galaxie v souhvězdí malého vodního hada. Nachází se asi 346 milionů světelných let od Země.